# Otto Volger

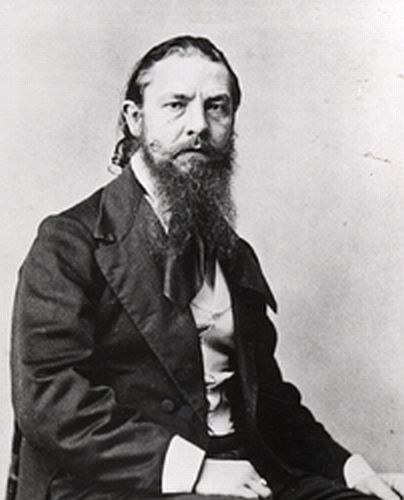
Otto Volger, 1864

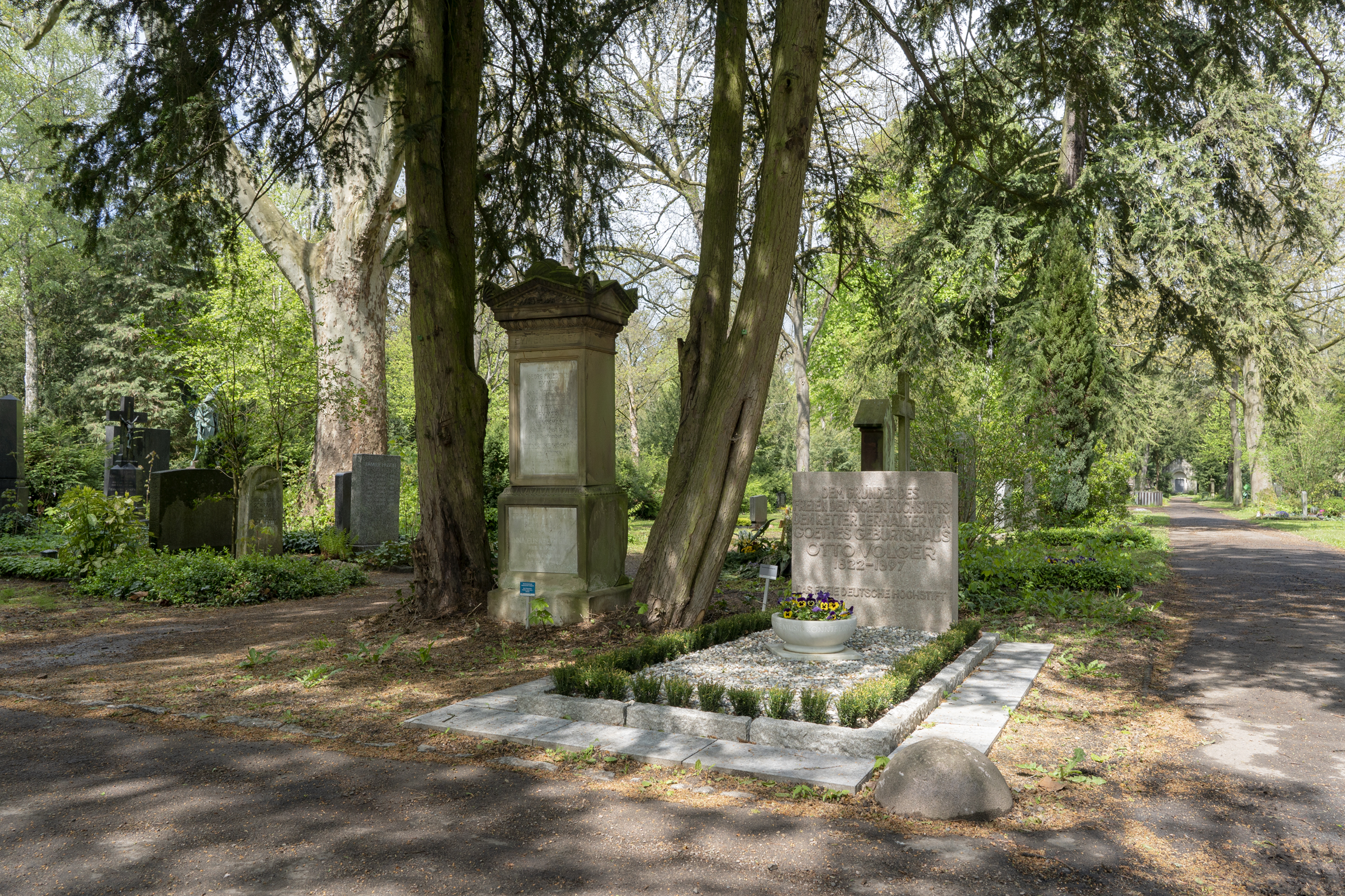
Grabstätte von Otto Volger auf dem Hauptfriedhof Frankfurt am Main (Gewann J-815)

Georg Heinrich Otto Volger (* 30. Januar 1822 in Lüneburg, Königreich Hannover; † 18. Oktober 1897 in Sulzbach (Taunus)) war ein deutscher Naturwissenschaftler, Geologe, Mineraloge und Politiker. Er war der Gründer des Freien Deutschen Hochstifts und Erhalter des Goethe-Hauses.

## Leben

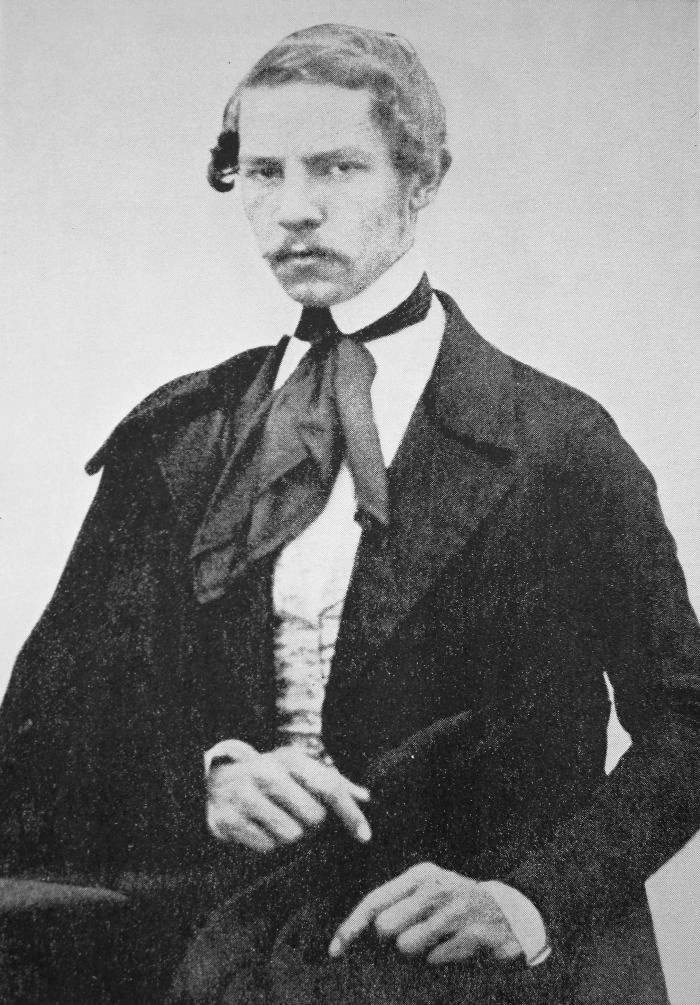
Otto Volger ca. 1848

Volger wurde als Sohn des Lehrers und Schuldirektors Wilhelm Friedrich Volger in Lüneburg im Königreich Hannover geboren. Er studierte zunächst Rechtswissenschaften an der Universität Göttingen, wechselte aber nach einem Semester zur Geologie und Mineralogie, wo er sich auch habilitierte. Er wurde Mitglied des Corps Hannovera Göttingen.

### Aufenthalt in der Schweiz
1849 wurde er Lehrer der Naturgeschichte im Kloster Muri im Aargau. In dieser Zeit veröffentlichte er umfangreiche illustrierte Werke zur Naturkunde. Sein erstes Werk, das „Lehr- und Lesebuch für den öffentl. und Privatunterricht“ umfasste 1.226 Seiten und mehr als 2000 eingedruckte Holzschnitte. 1851 erhielt er einen Ruf als Professor an die ETH Zürich. Dort arbeitete er vor allem über die Geschichte der Erdbeben in der Schweiz.
Er unternahm den Versuch, eine eigenartige deutschsprachige Bezeichnungsweise für Kristall-Formen, die die bisher übliche altsprachlich basierte (auf griechischen und lateinischen Termini fußend) ersetzen sollte, einzuführen.
So bezeichnete er z. B. das Oktaeder = Eckling; Rhombendodekaeder = Knöchling; Ikositetraeder = Buckling; Pyramidenoktaeder = Höckerling; Hemioktaeder = Timpling; Hexakisoktaeder = Kugling; Hexakistetraeder = Kugeltimpling; Tetrakishexaeder = Kippling usw.
So heißt eine häufige Calcit-Form: "aberzwecklig pfriemzähliger, ständliger Kalkspath-Pfriemling"; ein kurzsäuliger Apatit: "Plättlig-wendelkreislig-zweifachwendelspindlig-zweifachkreislig-spindeliger, wendeliger Apatit-Ständling".
Der Bezeichnungsvorschlag fand jedoch in Kristallographenkreisen keinen Anklang.

### Berufung nach Frankfurt und Gründung des FDH

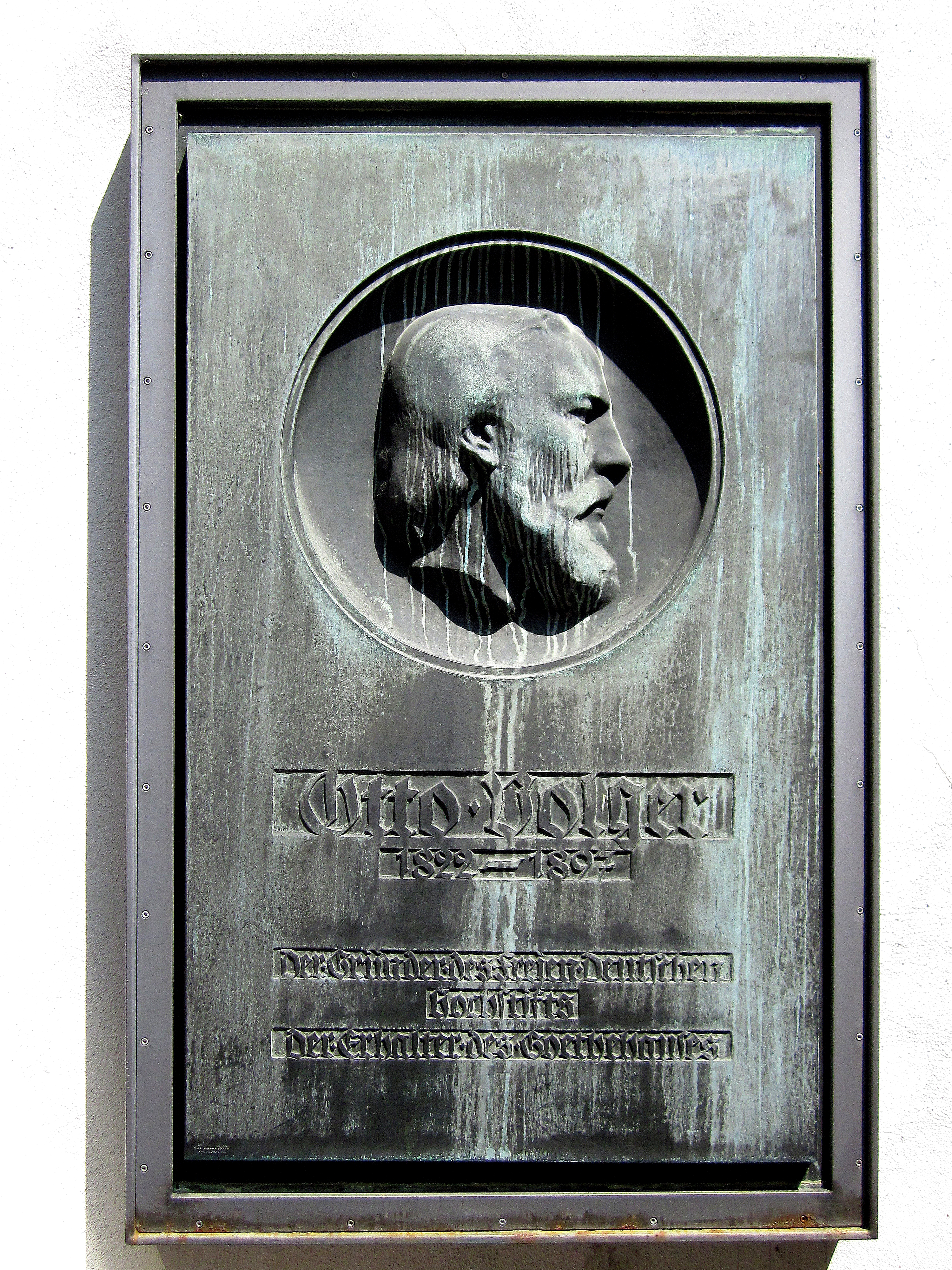
Gedenktafel Otto Volgers am Goethe-Haus in Frankfurt am Main: „Gründer des Freien Deutschen Hochstifts und Erhalter des Goethe-Hauses.“

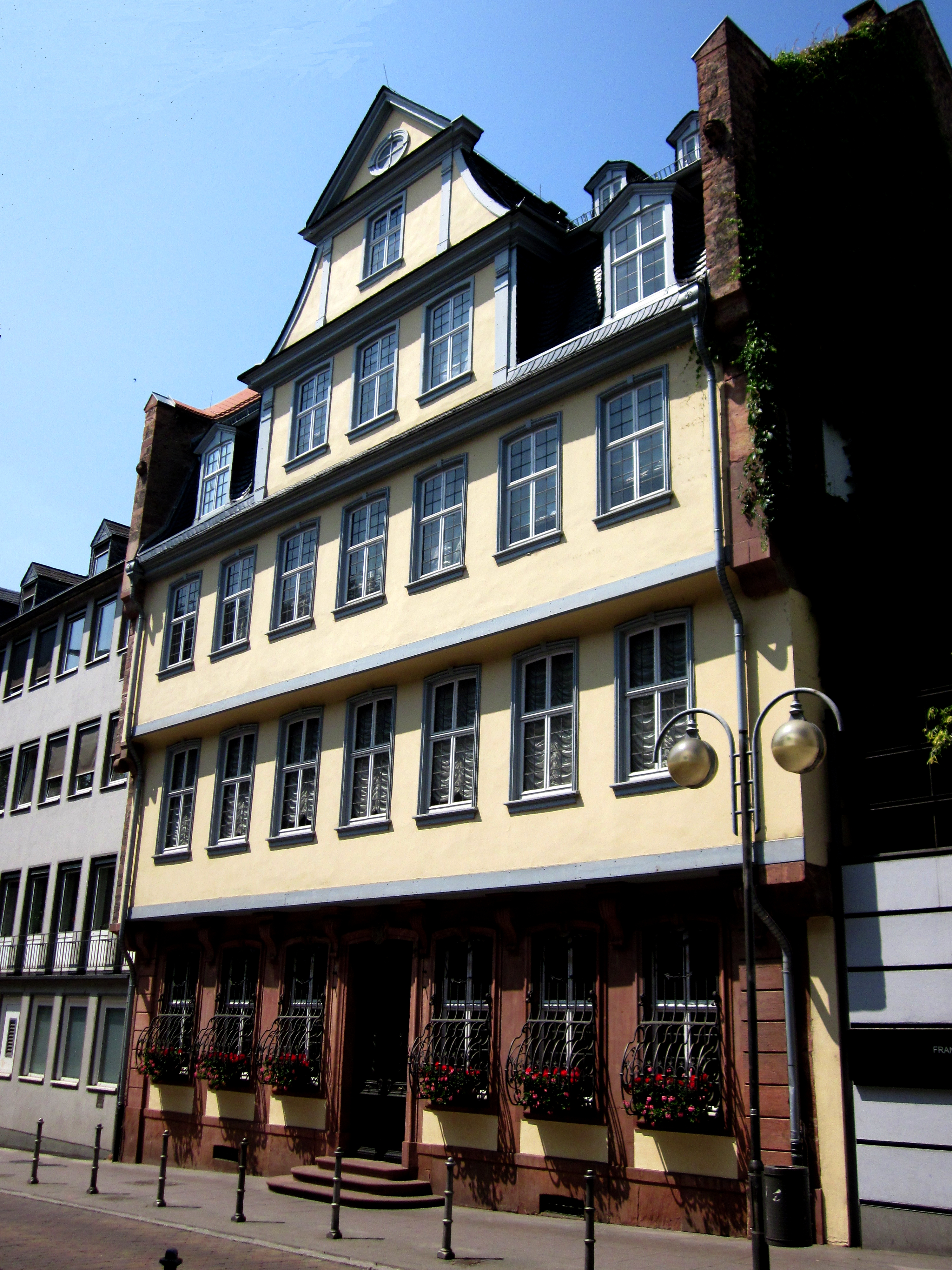
Das Goethe-Haus in Frankfurt am Main, welches 1863 auf Veranlassung Volgers erworben wurde.

1856 kehrte er nach Deutschland zurück und erhielt eine Stelle im Forschungsinstitut Senckenberg in Frankfurt am Main, wo er 1859 als Dozent für Geologie und Mineralogie an der Senckenbergischen Naturforschenden Gesellschaft wurde. Er gründete dort am 23. Oktober 1859 das Freie Deutsche Hochstift (FDH) als freie Akademie zur Pflege von Wissenschaft und Kunst. In der Satzung von 1863 wurde das FDH als „Allgemeine Deutsche Gelehrten- und Künstlergesellschaft“ bezeichnet. Es stand jedem offen und war demokratisch organisiert. Die Mitgliedschaft konnte von jedem „Freund Deutscher Wissenschaft, Kunst und allgemeiner Bildung“ erworben werden, war also im Gegensatz zu den bestehenden akademischen Einrichtungen dieser Zeit nicht an Stand oder Bildungsgrad gebunden.
An der Spitze stand der von den Mitgliedern gewählte ehrenamtliche Obmann. Dieses Amt übte Volger bis 1881 aus und bestimmte in dieser Zeit die Aktivitäten des Hochstifts. Einmal im Monat fand eine zweistündige Sitzung statt, die er als Obmann leitete. Am FDH wurden überwiegend Lehrgänge, aber auch Einzelvorträge angeboten. Das Programm glich in etwa dem der heutigen Volkshochschulen. Angeboten wurden Lehrgänge in Literatur, Bau und Geschichte der Erde, Arbeiten von Kirchhoff und Bunsen, Beethovens Klaviersonaten, Gesundheitswesen und naturgemäße Heilkunde, europäische Schmetterlinge, Australien. Außerdem wurden Sprachkurse in Französisch und Englisch gegeben.
Volger war Mitglied der Gesellschaft Deutscher Naturforscher und Ärzte. 1863 wurde er auch als Mitglied der Kaiserlich Leopoldinisch-Carolinischen Akademie der Naturforscher aufgenommen und folgte deren Tradition, den Namen eines früheren Mitglieds als akademischen Beinamen anzunehmen. Als Mitarbeiter der Senckenbergischen Naturforschenden Gesellschaft nannte er sich „Senckenberg“. Eine von ihm angestrebte Zusammenarbeit der Akademie mit dem FDH scheiterte jedoch.

### Erwerb von Goethes Geburtshaus
In seiner Funktion als Obmann veranlasste Volger im Jahre 1863, dass das Freie Deutsche Hochstift Goethes Elternhaus am Frankfurter Großen Hirschgraben erwarb. Er gilt damit als „Retter des Goethe-Hauses“. Am 31. Dezember 1862 schloss Volger mit dem Tapezierer Clauer einen Interimskaufvertrag über 56.000 Gulden ab. Dieser hatte das Haus zuvor für 40.000 Gulden erworben und bereits beim Stadtbauamt beantragt, die Gitter in den unteren Fenstern im Erdgeschoss entfernen zu lassen, um darin einen Laden einrichten zu können. 10.000 Gulden waren sofort bei Übergabe des Hauses am 1. März 1863 zu zahlen. Als Sicherheit für die Zahlung des Restkaufpreises ließ Volger eine Hypothek von 5000 Gulden auf sein Haus im Sachsenlager eintragen. Volger nahm in seinem Idealismus ein großes finanzielles Risiko auf sich, um das Haus vor Ein- und Umbauten zu bewahren und es als Erinnerungsstätte fortdauernd in seinem ursprünglichen Zustand zu erhalten.

### Weitere Tätigkeiten
Zwischenzeitlich trat er um 1865 der Société française de Wothlytypie bei und erhielt von diesem die Lizenz zur Anfertigung von Bildern nach dem neuartigen Wothlytypie-Verfahren.
Volger war auch als politischer Führer tätig. Er war während der Revolution 1848/1849 Führer einer republikanisch und sozialistisch gerichteten Gruppe.
Unter den Geologen gehörte Volger zu den Neptunisten. In seinem Buch "Über das Phänomen der Erdbeben in der Schweiz" wandte er sich gegen die Erdbebenhypothese der Plutonisten.
Volger lebte zuletzt in Sulzbach im Taunus. Sein Grab besteht noch heute auf dem Frankfurter Hauptfriedhof. Sein Grabstein trägt die Inschrift: „Dem Gründer des Freien Deutschen Hochstifts. Dem Retter u. Erhalter von Goethes Geburtshaus“.

## Schriften

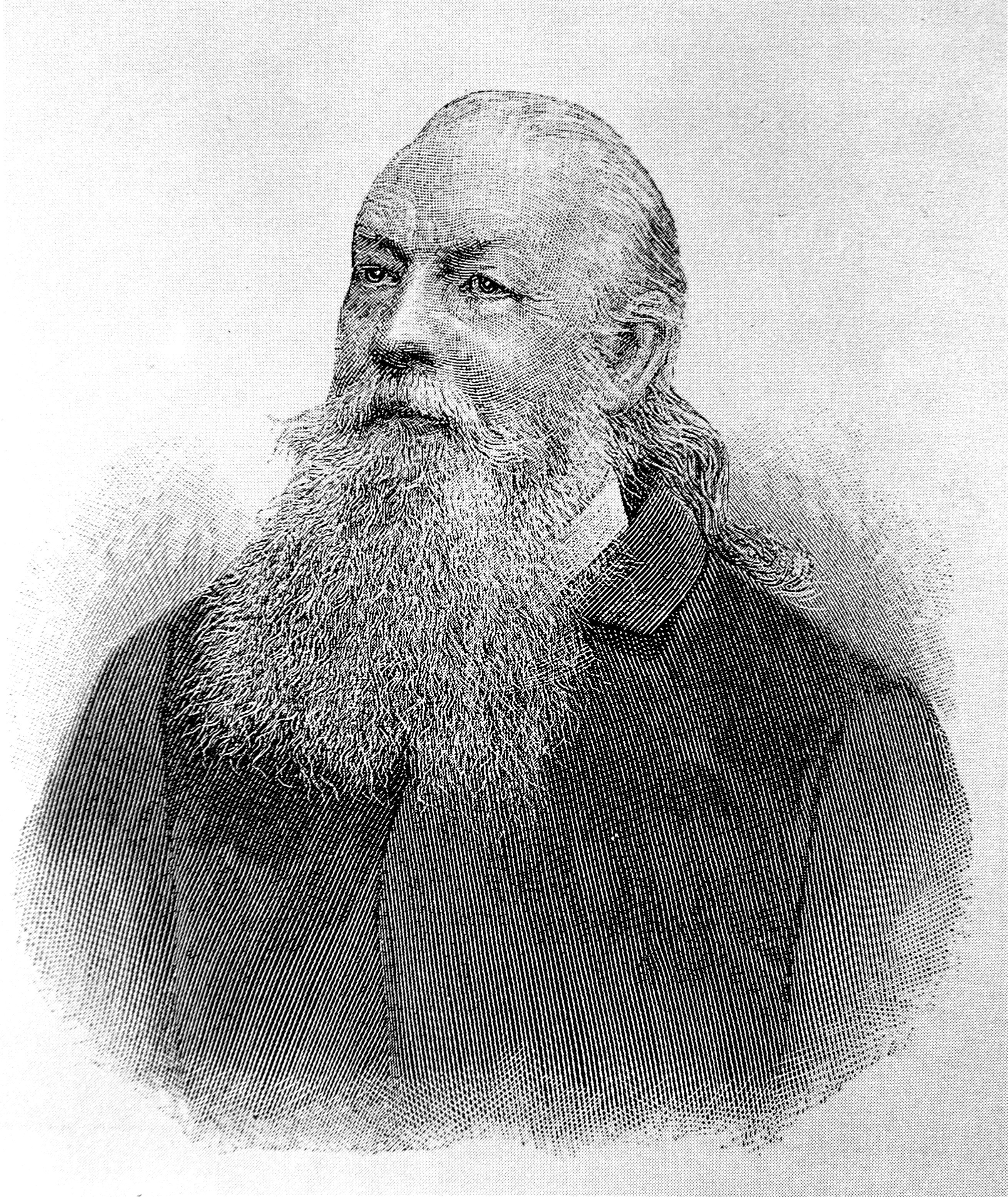
Otto Volger in späteren Jahren

### Geisteswissenschaftliche Schriften
- 1859: Das Freie Deutsche Hochstift für Wissenschaften, Künste und allgemeine Bildung zu Frankfurt am Main: Vorläufiger Entwurf eines freien Anregungs- und Lehrvereins zur Vertretung der gesammten Deutschen Bildung als einheitlicher Geistesmacht und zur Belebung des Selbstgefühls im Deutschen Volke. - Frankfurt/M.: Verlag des Freien Deutschen Hochstifts[Sauerländer]
- 1863: Goethe's Vaterhaus. Ein Beitrag zu des Dichters Entwicklungsgeschichte. 2. verm. Aufl. – Frankfurt/M.: Verlag des Freien Deutschen Hochstifts
- 1864: Des Markgrafen Karl Friedrich von Baden, des Herzogs Karl August von Sachsen-Weimar und Herders Entwurf zu einer Vereinigung der geistigen Volkskraft Deutschlands und der Versuch seiner Verwirklichung durch das Freie Deutsche Hochstift für Wissenschaften, Kuenste und allgemeine Bildung in Goethe's Vaterhaus zu Frankfurt am Main. – Frankfurt/M.: Verlag des Freien Deutschen Hochstifts
- 1889: Leben und Leistungen des Naturforschers Karl Schimper: Vortrag, gehalten in der ersten Gesammtsitzung der 62. Versammlung Deutscher Naturforscher und Aerzte zu Heidelberg am 18. des Herbstmonats 1889. – Frankfurt/M.: Reitz & Koehler

### Naturwissenschaftliche Schriften
- 1845: Dissertatio inauguralis de agri luneburgici constitutione geognostica. – Goettingae: Officina Dieterichiana.
- 1846: Beiträge zur geognostischen Kenntniss des norddeutschen Tieflandes. – Braunschweig: Vieweg
- 1852: Methodische Schule der Naturgeschichte zur Einführung in das zusammenhangende Verständniß der Anthropologie, Zoologie, Botanik, Mineralogie, Anatomie, Physiologie, Entwicklungsgeschichte, Paläontologie und Geologie. – Stuttgart: Rieger
- 1853: Leitfaden für die erste Stufe eines auf die Bildung des Verstandes gerichteten Unterrichtes in der Zoologie. – Stuttgart: Rieger
- 1854: Die Krystallographie oder Formenlehre der stoffeinigen Naturkoerper. Leichtfasslich bearbeitet für den öffentlichen Unterricht und das Privatstudium, zugleich als Hülfsbuch bei der Benutzung der namhaftesten mineralogischen Lehrbücher und als Schlüssel zu den verbreitetsten krystallographischen Methoden. – Stuttgart: Rieger
- 1854: Leitfaden für die erste Stufe eines auf die Bildung des Verstandes gerichteten Unterrichts in der Mineralogie. – Stuttgart: Rieger
- 1854: Studien zur Entwicklungsgeschichte der Mineralien als Grundlage einer wissenschaftlichen Geologie und rationellen Mineralchemie. – Zürich: Schulthess
- 1855: Aragonit und Kalzit: Eine Lösung des ältesten Widerspruches in der Krystallographie. Nebst Untersuchungen über den Asterismus der Krystalle. – Zürich: Schulthess
- 1855: Die Entwicklungsgeschichte der Mineralien der Talkglimmer-Familie und ihrer Verwandten sowie der durch dieselben bedingten petrographischen und geognostischen Verhältnisse. – Zürich: Schulthess
- 1855: Epidot und Granat: Beobachtungen über das gegenseitige Verhältniss dieser Krystalle und über Felsarten, welche aus Kalzit, Pyroxen, Amphibol, Granat, Epidot, Quarz, Titanit, Feldspath und Glimmerarten bestehen. / Neue Denkschriften der allgemeinen Schweizerischen Gesellschaft für die gesammten Naturwissenschaften Bd. 14. – Zürich: Schulthess
- 1855: Versuch einer Monographie des Borazites: eine fassliche angewandte Darstellung des jetzigen Standes der Krystallologie und ihrer neuesten Richtung; ein Beitrag zur Geschichte dieser Wissenschaft und zur Kenntniß der Steinsalz-Lagerstätten und ihrer Bildung. / Denkschriften des Naturwissenschaftlichen Vereins für das Fürstenthum Lüneburg Band I. – Hannover: Rümpler
- 1856: Untersuchungen über das letztjährige Erdbeben in Central-Europa. Mittheilungen aus Justus Perthes' Geographischer Anstalt... / von Dr. A. Petermann [Jahrg. 2.] Heft 3. – Gotha: Perthes
- 1857–1858: Untersuchungen über das Phänomen der Erdbeben in der Schweiz: seine Geschichte, seine Äusserungsweise, seinen Zusammenhang mit anderen Phänomenen und mit den petrographischen und geotektonischen Verhältnissen des Bodens, und seine Bedeutung für die Physiologie der Erdorganismus. – Theil 1 – 3. – Gotha: Perthes
- 1857: Erde und Ewigkeit. Die natürliche Geschichte der Erde ... im Gegensatze zur naturwidrigen Geologie der Revolutionen und Katastrophen. – Frankfurt/M.: Meidinger
- 1859: Das Buch der Erde: Naturgeschichte des Erdballs und seiner Bewohner; eine Darstellung der physischen Geographie. Band 1 & 2. – Leipzig: Spamer
- 1860: Die Steinkohlenbildung Sachsens: bergmännisches Gutachten über die Höffichkeit der Berechtigungsfelder und die Bergbauunternehmung der Lichtensteiner Bergbaugesellschaft ... . – Frankfurt/M.: Sauerländer
- 1861: Ueber Geradhörner und Donnerkeile: ein Beitrag zur Kenntnis der Orthoceraten und Belemniten, besonders der Belemnitellen. – Offenbach/M.: Kohler & Teller
- 1869: Die Schwemmsielfrage angesichts des Liernur'schen Abfuhrverfahrens mit Saugsielen: offenes Zeugnis für die Wahrheit. 2., verb. Aufl. – Frankfurt/M.: Verlag des Freien Deutschen Hochstifts
- 1873: Die Revaccination betreffend: zum Berichte der Minderheit.
- 1877: Die wissenschaftliche Lösung der Wasserfrage mit Rücksicht auf die Versorgung der Städte: Vortrag einer neuen Quellenlehre, gehalten in der Haupt-Versammlung des Vereins Deutsches Ingenieure am 27. August 1877 zu Frankfurt a. M. – Frankfurt/M.: Verlag des Freien Deutschen Hochstifts
- 1892: Die Lichtstrahlen: Allgemein-verständliche Begründung eines bisher nur beiläufig behandelten, wichtigen Abschnittes der "physiologischen Optik". – Emden: Horn